# Ибираярас (Риу-Гранди-ду-Сул)
Ибираярас (порт. Ibiraiaras)  —  муниципалитет в Бразилии, входит в штат Риу-Гранди-ду-Сул. Составная часть мезорегиона Северо-запад штата Риу-Гранди-ду-Сул. Входит в экономико-статистический  микрорегион Пасу-Фунду. Население составляет 7003 человека на 2006 год. Занимает площадь 300,650 км². Плотность населения — 23,3 чел./км².

## История
Город основан 9 июля 1965 года. 

## Статистика
- Валовой внутренний продукт на 2003 составляет 84.841.015,00 реалов (данные: Бразильский институт географии и статистики).
- Валовой внутренний продукт на душу населения на 2003 составляет 11.988,27 реалов (данные: Бразильский институт географии и статистики).
- Индекс развития человеческого потенциала на 2000 составляет 0,801 (данные: Программа развития ООН).